# Vrăjitorul (film)
Vrăjitorul (titlu original: Warlock) este un film american idol din 1989 regizat și produs de Steve Miner după un scenariu de David Twohy. Rolurile principale au fost interpretate de actorii  Julian Sands, Lori Singer și Richard E. Grant. Povestea filmului prezintă un vrăjitor rău din secolul al XVII-lea care fuge în secolul XX fiind urmărit de un vânător de vrăjitoare. A fost urmat de filmele Vrăjitorul: Armaghedon (1993) și Vrăjitorul: Sfârșitul inocenței (1999).

## Prezentare
Vrăjitorul (Sands) este ținut captiv în Boston, Massachusetts în 1691 de către vânătorul de vrăjitoare, Giles Redferne (Grant). Este condamnat la moarte pentru activitățile sale, inclusiv fermecarea miresei lui Redferne, dar înainte de execuție Satana apare și îl transportă pe Vrăjitor înainte în timp în secolul al XX-lea în Los Angeles, California. Redferne îl urmărește în timp prin intermediul portalului.
Vrăjitorul încearcă să adune la un loc The Grand Grimoire, o carte satanică care va dezvălui "adevăratul" nume al lui Dumnezeu.

## Distribuție
- Julian Sands - Warlock
- Lori Singer - Kassandra
- Richard E. Grant - Giles Redferne
- Mary Woronov - Channeler
- Kevin O'Brien - Chas
- Richard Kuss - Mennonite
- Allan Miller - Inspector
- David Carpenter - Pastor
- Anna Thomson - Soția pastroului
- Ian Abercrombie - Primul magistrat